# Wilhelm Pluta
Wilhelm Pluta (* 9. Januar 1910 in Kochlowitz, Oberschlesien; † 22. Januar 1986 bei Crossen an der Oder) war ein römisch-katholischer Geistlicher und erster Bischof des polnischen Bistums Landsberg an der Warthe.

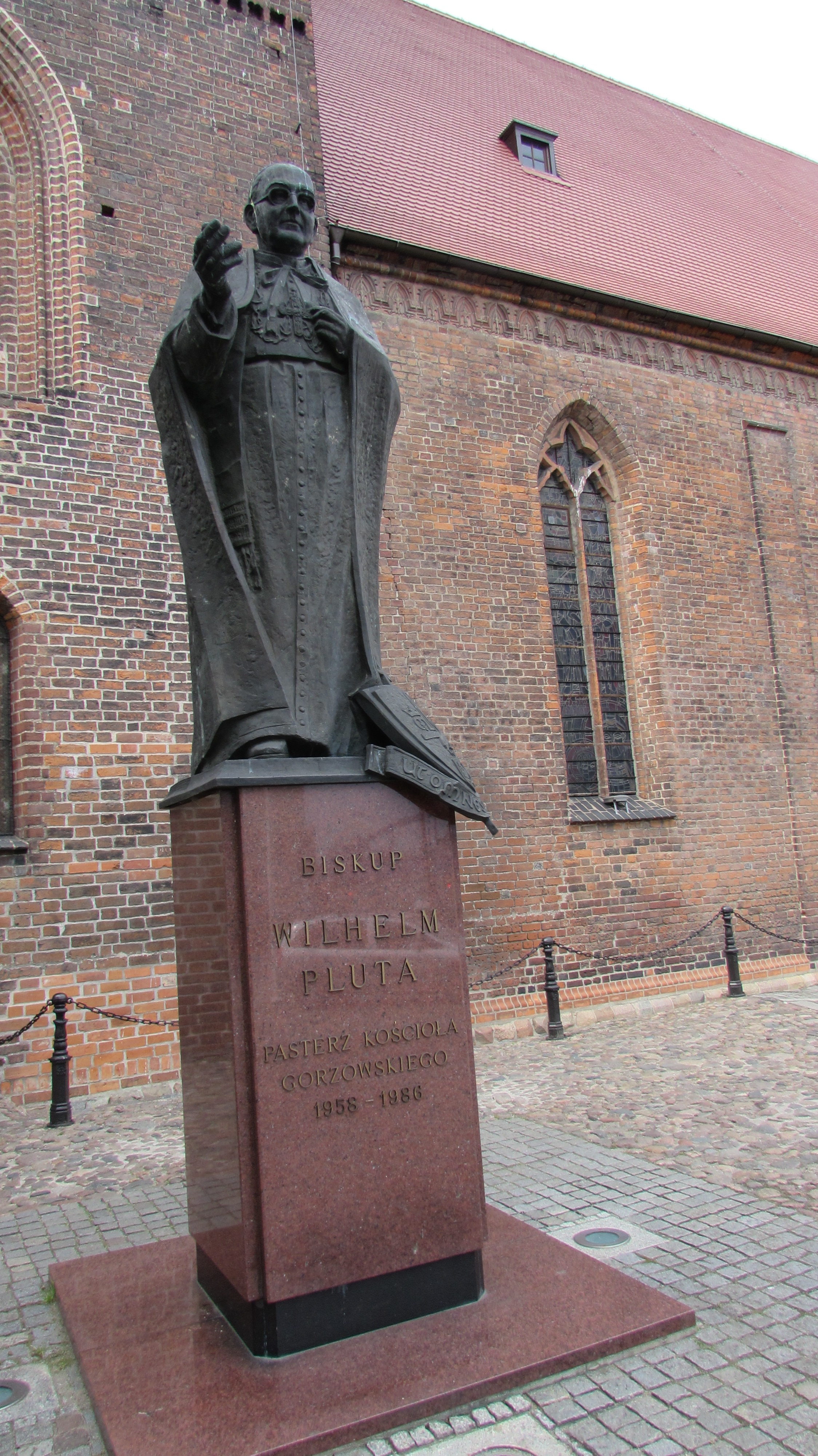
Denkmal in Gorzów Wielkopolski

## Leben
Der Sohn einer oberschlesischen Bergarbeiterfamilie trat nach dem Abitur in das Priesterseminar des Erzbistums Krakau ein und studierte an der Jagiellonen-Universität. Am 24. Juni 1934 empfing er von Weihbischof Teofil Bromboszcz aus Kattowitz die Priesterweihe.
Bis 1939 war Pluta als Lehrer in Bielitz tätig. Nach dem Einmarsch der deutschen Wehrmacht wurde er Pfarrer in Königshütte und nach weiteren Zwischenstationen im Jahr 1946 Pfarrer in Koschentin. Schon 1948 wurde er nach Lublinitz versetzt. Während der Zeit in Koschentin wurde Pluta an der Jagiellonen-Universität zum Dr. theol. promoviert. 1951 wechselte Wilhelm Pluta erneut den Ort und wurde Pfarrer in Kattowitz-Zalenze.
Am 4. Juli 1958 ernannte ihn Papst Pius XII. zum Titularbischof von Leptis Magna und zum Administrator des zum Kirchenprovinz Breslau gehörenden polnischen Apostolischen Administratur von Kamień, Lubusz und der Prälatur Piła, mit Sitz in Landsberg an der Warthe. Die Bischofsweihe spendete ihm der Primas von Polen, Kardinal Stefan Wyszyński, am 7. September desselben Jahres. Mitkonsekratoren waren Weihbischof Bolesław Kominek aus Oppeln und Herbert Bednorz, Koadjutorbischof von Kattowitz.
Pluta nahm als Konzilsvater an der ersten und dritten Sitzungsperiode des Zweiten Vatikanischen Konzils teil.
Nach der kirchlichen Neuordnung der bisher deutschen Gebiete wurde Wilhelm Pluta am 28. Juni 1972 von Papst Paul VI. zum ersten Bischof des neugegründeten Bistums Landsberg an der Warthe ernannt.
Pluta starb während einer Fahrt nach Guben bei einem Autounfall und wurde in der Kathedrale von Landsberg beigesetzt.
Das Bistum Grünberg-Landsberg an der Warthe hat das Seligsprechungsverfahren für Wilhelm Pluta eingeleitet.